# Jolanta Zawadzka
Jolanta Zawadzka (Wrocław, 8 de febrer de 1987), és una jugadora d'escacs polonesa, que té el títol de Gran Mestre Femení (WGM) des de 2005.
A la llista d'Elo de la FIDE del gener de 2020, hi tenia un Elo de 2414 punts, cosa que en feia la jugadora número 1 (femenina, en actiu) de Polònia. El seu màxim Elo va ser de 2449 punts, a la llista de l'abril de 2017.

## Resultats destacats en competició
El 2004 va guanyar el Campionat del món femení Sub-18 a Heraklio. Va guanyar la medalla d'or amb l'equip polonès al Campionat d'Europa femení per equips a Goteborg el 2005 i la medalla d'argent a la mateixa competició a Heraklion 2007. El 2006 va guanyar el Campionat femení absolut de Polònia, un triomf que repetí el 2011.
A finals del 2013 va jugar el Campionat d'Europa per equips al segon tauler de la selecció polonesa. Hi va puntuar 4.5/8 i l'equip polonès va guanyar la medalla de bronze.
El 2015 a Poznań fou campiona de Polònia amb 7½ punts de 9, un punt per davant de Karina Szczepkowska-Horowska.

### Participació en olimpíades d'escacs
Zawadzka ha participat, representant Polònia, en cinc Olimpíades d'escacs entre els anys 2006 i 2014, amb un resultat de (+21 =20 –8), per un 81,8% de la puntuació. El seu millor resultat el va fer a l'Olimpíada del 2012 en puntuar 9 d'11 (+7 =4 -0), amb el 81,8% de la puntuació i una performance de 2538, i que li significà aconseguir la medalla de plata individual del tercer tauler.